# Porwana przez Komanczów
Porwana przez Komanczów (org. Comanche Station) – amerykański western z 1960 roku w reż. Budda Boettichera

## Opis fabuły
Stany Zjednoczone II połowy XIX w., Dziki Zachód. Jefferson Cody na wieść o porwaniu przez Komanczów białej kobiety, udaje się do Indian z zamiarem jej wykupienia. W zamian za kilka świecidełek i koców oraz „winchestera” wódz oddaje mu kobietę. W drodze powrotnej, na stacji dyliżansu obydwoje natrafiają na atakowaną przez Komanczów grupę rewolwerowców, którym Cody pomaga odeprzeć atak. Od ich szefa Bena Lane, dowiaduje się, że za odnalezienie kobiety – pani Lowe – jej mąż wyznaczył znaczną nagrodę – 5000 dolarów oraz że Komancze są na wojennej ścieżce. Cody nic nie wiedział o nagrodzie i przez cały czas kierują nim altruistyczne pobudki. Jednak cyniczny i bezwzględny Lane postanawia zabić Jeffersona oraz panią Lowe jako zbędnego świadka i przejąć nagrodę, bowiem ta wyznaczona została za odnalezienie kobiety żywej lub martwej. Nieświadomy niczego Cody wspiera Lane'a i jego dwóch kompanów – Franka i Dobie'ego podczas drogi przez prerię ku ludzkim osadom. Podczas pełnej niebezpieczeństw podróży od strzał indiańskich ginie Frank. Kolejny człowiek Lane'a – Dobie nie jest w stanie zaakceptować zabójstwa pięknej kobiety. W decydującym momencie opuszcza Bena i przypłaca to życiem – herszt strzela mu w plecy. W finałowym pojedynku pomiędzy Codym i wspierającą go panią Lowe a Lanem, bandzior pada od kuli Cody'ego. Cody odstawia panią Lowe na ranczo jej męża, gdzie oczekują na nią synek wraz z niewidomym małżonkiem – właśnie dlatego nie mógł on ratować swojej żony osobiście, a wyznaczył nagrodę.

## Obsada aktorska
- Randolph Scott – Cody
- Nancy Gates – pani Lowe
- Claude Akins – Ben Lane
- Skip Homeier – Frank
- Richard Rust – Dobie
- Rand Brooks – ranny na stacji
- Dyke Johnson – pan Lowe
- Joe Molina – wódz Komanczów

i inni.